# Lamothe-Capdeville
Lamothe-Capdeville település Franciaországban, Tarn-et-Garonne megyében. Lakosainak száma 1076 fő (2022. január 1.). Lamothe-Capdeville Albias, L’Honor-de-Cos és Montauban községekkel határos.

## Népesség
A település népessége az elmúlt években az alábbi módon változott:
| Lakosok száma | 1037 | 1065 | 1135 | 1073 | 1063 | 1052 | 1054 | 1053 | 1076 |
|               | 2013 | 2015 | 2016 | 2017 | 2018 | 2019 | 2020 | 2021 | 2022 |